# Elezioni comunali in Trentino-Alto Adige del 2009
Le elezioni comunali in Trentino-Alto Adige del 2009 si sono tenute il 1º marzo, il 3 maggio e il 29 novembre, con turni di ballottaggio il 15 marzo, il 17 maggio e il 13 dicembre, per il rinnovo di 17 consigli comunali.

## Riepilogo sindaci eletti
Coalizione di centro-sinistra
| Provincia | Comune            | Sindaco uscente | Sindaco uscente | Sindaco eletto | Sindaco eletto       | Primo turno | Primo turno | Secondo turno | Secondo turno | Seggi   |
| Provincia | Comune            | Sindaco uscente | Sindaco uscente | Sindaco eletto | Sindaco eletto       | Voti        | %           | Voti          | %             | Seggi   |
| --------- | ----------------- | --------------- | --------------- | -------------- | -------------------- | ----------- | ----------- | ------------- | ------------- | ------- |
| Trento    | Pergine Valsugana |                 | Renzo Anderle   |                | Silvano Corradi      | 5.869       | 55,95       | —             | —             | 19 / 30 |
| Trento    | Trento            |                 | Alberto Pacher  |                | Alessandro Andreatta | 33.473      | 64,42       | —             | —             | 34 / 50 |